# Frumoasa (gmina w okręgu Harghita)
Frumoasaⓘ – gmina w Rumunii, w okręgu Harghita. Obejmuje miejscowości Bârzava, Făgețel, Frumoasa i Nicolești. W 2011 roku liczyła 3682 mieszkańców.